# THE 2ND ASIA TOUR CONCERT "O"
《THE 2ND ASIA TOUR CONCERT "O"》는 그룹 동방신기의 3집 발표를 기반으로 개최된 두 번째 콘서트 투어이다. 팬덤 내에서는 오콘으로 약칭하기도 한다. 본 공연의 테마는 '전쟁과 평화'로 3집 타이틀곡 〈"O"-正.反.合.〉의 내용을 기반으로 한 어둡고 삭막한 세상이지만 새로운 희망과 평화에 대한 염원으로 가치있는 세상을 만들자는 메시지를 담고 있다.

## 투어 일정
| 일정             | 도시         | 국가       | 장소                       | 관객 동원     |
| ---------------- | ------------ | ---------- | -------------------------- | ------------- |
| 2007년 2월 23일  | 서울         | 대한민국   | 올림픽체조경기장           | 통산 42,000명 |
| 2007년 2월 24일  | 서울         | 대한민국   | 올림픽체조경기장           | 통산 42,000명 |
| 2007년 2월 25일  | 서울         | 대한민국   | 올림픽체조경기장           | 통산 42,000명 |
| 2007년 10월 5일  | 대북         | 타이완     | 타이베이 아레나            | 10,000명      |
| 2007년 10월 26일 | 서울         | 대한민국   | 올림픽체조경기장(앙코르)   | 통산 42,000명 |
| 2007년 10월 27일 | 서울         | 대한민국   | 올림픽체조경기장(앙코르)   | 통산 42,000명 |
| 2007년 10월 28일 | 서울         | 대한민국   | 올림픽체조경기장(앙코르)   | 통산 42,000명 |
| 2007년 11월 24일 | 쿠알라룸푸르 | 말레이시아 | 메르데카 스타디움          | 20,000명      |
| 2007년 12월 15일 | 방콕         | 태국       | 임팩트 아레나 무앙 통 타니 | 통산 36,000명 |
| 2007년 12월 16일 | 방콕         | 태국       | 임팩트 아레나 무앙 통 타니 | 통산 36,000명 |
| 2008년 5월 10일  | 대북         | 타이완     | 타이베이 아레나(앙코르)    | 10,000명      |
| 2008년 5월 31일  | 상해         | 중국       | 훙커우 축구장              | 25,000명      |
| 2008년 6월 12일  | 북경         | 중국       | 펑타 경기장                | 20,000명      |

## 세트 리스트
- Opening VCR (In The End) -
- Phantom 환영 (幻影)
- Million Men

- VCR #2 (Battle field #1) -
- The Way U Are_Edit Ver.

- VCR #3 (Winner) -
- Rising Sun (순수)

- VCR #4 + Theatrical Performance (Tears... In The Water) -
- One

- Ment -
- 믿어요 (I Believe)_Acoustic Ver.
- 세상에 단 하나뿐인 마음 (You're My Miracle)

- VCR #5 (Life Is Struggle) -
- My Page (시아준수 Solo)
- One Last Cry[9](믹키유천 Solo)
- Spokeman (유노윤호 Solo Feat. 슈퍼주니어 동해)

- VCR #6 (Propose) -
- Hey! Girl
- I Wanna Hold You

- VCR #7 -
- When I First Kissed You[10](최강창민 Solo)
- Crying[11](영웅재중 Solo)

- VCR #8 -
- DRIVE

- VCR #9 -
- You Only Love

- VCR #10 (Danger Zone) -
- Dangerous Mind
- TRI-ANGLE (Feat. 장리인)

- March Performance -
- "O"-正.反.合._Rearranged

- VCR #11 (After The Rain...) -
- Remember

- Encore VCR (Happiness) -
- 풍선 (Balloons)
- Hi Ya Ya 여름날

- Ment -
- 바보 (Unforgettable)

- Double Encore (25일 한정) -
- Hug (포옹)_Rearranged

- Opening VCR (In The End) -
- Phantom 환영 (幻影)
- Million Men

- VCR #2 (Battle field #1) -
- The Way U Are_Edit Ver.

- VCR #3 (Winner) -
- Rising Sun (순수)

- VCR #4 + Theatrical Performance (Tears... In The Water) -
- One

- Ment -
- 네 곁에 숨쉴 수 있다면 (White lie..)
- 세상에 단 하나뿐인 마음 (You're My Miracle)

- VCR #5 (Life Is Struggle) -
- My Page (시아준수 Solo)
- One Last Cry (믹키유천 Solo)
- Spokeman (유노윤호 Solo)

- VCR #6 (Propose) -
- Hey! Girl
- I Wanna Hold You

- VCR #7 -
- When I First Kissed You (최강창민 Solo)
- Crying (영웅재중 Solo)

- VCR #8 -
- DRIVE
- Sky

- VCR #9 -
- You Only Love

- VCR #10 (Danger Zone) -
- Dangerous Mind
- TRI-ANGLE (Feat. 장리인)

- March Performance -
- "O"-正.反.合._Rearranged

- VCR #11 (After The Rain...) -
- Remember

- Encore VCR (Happiness) -
- 풍선 (Balloons)
- Hi Ya Ya 여름날

- Ment -
- Love In The Ice
- 바보 (Unforgettable)

- Double Encore -
- Hug (포옹)_Rearranged

## 게스트
| 일정             | 게스트             |
| ---------------- | ------------------ |
| 2007년 2월 23일  | 동해, 장리인       |
| 2007년 2월 24일  | 동해, 장리인       |
| 2007년 2월 25일  | 동해, 장리인       |
| 2007년 10월 5일  | 장리인             |
| 2007년 10월 27일 | 장리인, 소녀시대   |
| 2007년 10월 28일 | 장리인, 슈퍼주니어 |
| 2007년 11월 24일 | 장리인             |

## 관련 디스코그래피

### 포토북
| 종류   | 포토북 정보                                                              |
| ------ | ------------------------------------------------------------------------ |
| 포토북 | THE 2ND ASIA TOUR CONCERT "O" DOCUMENTARY BOOK - 발매일 : 2007년 4월 6일 |

### CD
| 종류       | 앨범 정보                                                      |
| ---------- | -------------------------------------------------------------- |
| 라이브앨범 | THE 2ND ASIA TOUR CONCERT ALBUM "O" - 발매일 : 2007년 6월 18일 |

### DVD
| 종류 | DVD 정보                                                     |
| ---- | ------------------------------------------------------------ |
| DVD  | THE 2ND ASIA TOUR CONCERT "O" DVD - 발매일 : 2007년 12월 6일 |

## 특이사항 및 에피소드
- 2007년 2월 23일, 공연 종료 후 일부 관객들이 공연 전 맡긴 소지품을 찾지 못해 새벽까지 귀가하지 못하는 소지품 대란이 일어났다. 당시 콘서트 주최사 측은 동방신기 멤버들의 초상권 보호 차원에서, 휴대전화와 디지털카메라 등을 입장 전에 물품 보관소에 맡기게 하려 했지만 이를 계기로 홈페이지를 통해 사과문을 게재함과 동시에 24일 공연부터는 소지품을 허용한 채 공연장에 입장시키기로 결정하였다.[12] 또한 같은 날 공연이 시스템 에러로 인해 예정된 시간보다 5분가량 지연되는 사고가 있었다.[13]
- 2007년 10월 6일 개최 예정이었던 두 번째 대만 공연이 태풍으로 인해 2008년 5월 10일로 연기되어 앙코르 공연으로 치러졌다.
- 2007년 10월 25일, 멤버 유노윤호가 공연 리허설 도중 무대 세트장에 부딪혀 허리부상을 당하여 공연에는 참여하였으나 말레이시아 공연에서까지 퍼포먼스 무대에는 함께하지 못했다.[14]

## 제작
- 주최 : SM 엔터테인먼트
- 주관 : 드림메이커, 드림시큐리티
- 후원 : 옥션